# Berglövletare
Berglövletare (Anabacerthia striaticollis) är en fågel i familjen ugnfåglar inom ordningen tättingar.

## Utseende
Berglövletaren är en rätt liten brunaktig fågel. Fjäderdräkten är relativt enfärgad, med tydlig ljus ögonring och ljust ögonbrynsstreck som formar "glasögon". Undertill är strupen ljus och fjälligt mönstrad, bröstet svagt streckat eller otecknat. 

## Utbredning och systematik
Berglövletare delas in i sex underarter med följande utbredning:
- Anabacerthia striaticollis striaticollis – förekommer i subtropiska Anderna i Colombia och Venezuela
- Anabacerthia striaticollis anxia - förekommer i Sierra Nevada de Santa Marta (nordöstra Colombia)
- Anabacerthia striaticollis perijana – förekommer i Sierra de Perija (på gränsen mellan Colombia och Venezuela)
- Anabacerthia striaticollis venezuelana – förekommer i Cordillera de la Costa i norra Venezuela
- Anabacerthia striaticollis montana – förekommer i subtropiska östra Ecuador och östra Peru
- Anabacerthia striaticollis yungae – förekommer i Anderna i sydöstra Peru (Cuzco och Puno) och västra Bolivia

## Levnadssätt
Berglövletaren hittas i Andernas förberg och den subtropiska zonen. Den är ett regelbundet inslag i kringvandrande artblandade flockar i molnskog, där den vanligen håller sig i de nedre och mellersta skikten. Beteendet är typiskt för lövletare när den hoppar bland grenar och undersöker ansamlingar av mossa och döda löv på jakt efter föda.

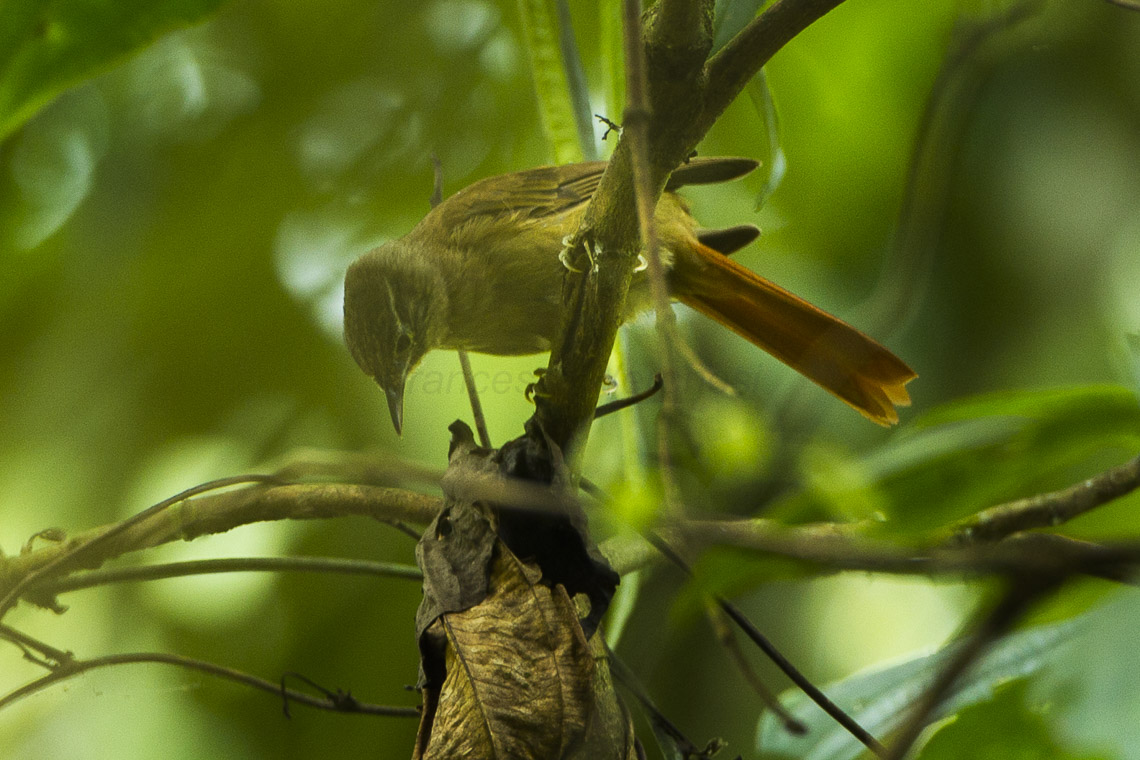

## Status och hot
Arten har ett stort utbredningsområde, men tros minska i antal, dock inte tillräckligt kraftigt för att den ska betraktas som hotad. Internationella naturvårdsunionen IUCN listar arten som livskraftig (LC).